# 象形亞目
象形亞目（學名：Elephantiformes）為長鼻目下的一個亞目，包含了現存的大象與牠們已滅絕的近親，如猛獁象與乳齒象。